# 新邱区
新邱区（しんきゅう-く）は中華人民共和国遼寧省阜新市に位置する市轄区。

## 行政区画
4街道弁事処、1民族鎮を管轄する。
- 街道弁事所：興隆街道、中興街道、益民街道、新発街道
- 民族鎮：長営子モンゴル族鎮

## 交通

### 鉄道
- 中国国家鉄路集団
  - 新義線（中国語版）
    - 新邱駅

### 道路
- 高速道路
  -  長深高速道路
- 国道
  -  G101国道